# 금산군
금산군(錦山郡)은 대한민국 충청남도 남동부에 있는 군이다. 동쪽으로 충청북도 영동군, 옥천군, 서쪽으로 충청남도 논산시, 북쪽으로 대전광역시와 접하고, 남쪽으로 전북특별자치도 무주군, 진안군, 완주군과 도계를 이룬다. 
특산물은 인삼이 유명하며, 약초의 산지로 유명하다. 금산국제인삼약초연구소와 국제인삼유통센터가 있으며, 매년 금산인삼축제가 열린다. 금산 나들목과 추부 나들목에서 통영대전고속도로가 연결된다. 주위에는 해발 400m에서 900m에 이르는 산이 둘러싸며, 금산천과 봉황천이 금강 본류에 유입되면서 비옥한 분지가 형성되었다. 충청남도에서 가장 높은 산인 서대산이 있다.

## 역사
| Daedongyeojido (Gyujanggak) 16-04.jpg | Daedongyeojido (Gyujanggak) 16-03.jpg |
| Daedongyeojido (Gyujanggak) 17-04.jpg | Daedongyeojido (Gyujanggak) 17-03.jpg |

금산군은 백제시대에는 진내군 또는 진내을군이라 했는데, 신라가 삼국을 통일한 후 경덕왕 때 진예군이라 고쳤다. 고려초에 진예현으로 하였다가 1305년(고려 충렬왕 31년)에 금주군으로 승격시키고, 부리현, 청거현, 무풍현, 진동현의 5현을 소속시켜 지금주사를 두어 다스리게 하였다. 1413년(조선 태종 13년) 금주군(錦州郡)을 금산군으로 개칭하였다.
현재의 진산면 일대는 백제시대 진동현이었고, 신라가 삼국을 통일한 후 황산군의 속현이었다. 고려 초 옥계부로 고쳤다가 1305년(고려 충열왕 31년) 금주군에 소속시켰다. 1390년에 다시 고산현의 속현으로 한 것을 조선에 와서 1393년(태조2년) 만인산에 태조의 태(胎)를 모신 후 진주군으로 승격시키고 지진주사(知珍州事)를 두어 다스리게 하였다. 1413년(조선 태종 13년) 진산군(珍山郡)으로 개칭하였다.
1895년 6월 23일 23부제로 개편되면서 진산군(현 진산면, 추부면, 복수면 일대.)과 함께 충청도 공주부에 편입되었다. 그러다가 이듬해 13도제로 개편되면서 1896년 8월 4일 칙령 제36호에 따라 전라북도에 편입되었다. 그러다 1914년 3월 1일 부로 진산군이 금산군에 통합되었다. 그후 박정희 정권시기인 1962년 12월 12일 서울특별시, 도, 군, 구의 관할구역 변경에 관한 법률(법률 제 1172호)에 의한 행정구역 개편에 따라 충청남도로 편입되었다.

## 연혁
- 1413년 조선 태종 13년 : 전라도 금산군, 진산군
- 1895년 5월 26일 : 공주부 금산군, 진산군
- 1896년 8월 4일 : 13도 실시에 따라 공주부와 홍주부를 충청남도로 개편하였으나, 공주부에 속해 있던 금산군과 진산군은 전라북도로 편입되었다.
- 1914년 3월 1일 : 진산군을 금산군으로 병합하고, 금산면, 금성면, 제원면, 부리면, 군북면, 남일면, 남이면, 진산면, 복수면, 추부면 등 10개 면(面)을 설치하였다.[3]

| 조선총독부령 제111호 |             |                                                                                |
| 구 행정구역 | 신 행정구역 | 신 행정구역                                                                    |
| 금산군 군일면(郡一面) 계진리/호은동, 상관리/중관리/하관리/신학리/(군이면) 상옥리, 상지리/박금리 일부/아인리 일부, 양지리/와정리, 음지리/상어동/하어동 | 금산면      | 계진리. 상옥리, 아인리, 양지리, 음지리                                         |
| 금산군 군이면(郡二面) 상리/중도리 일부/교촌리 일부/이중리 일부/(군이면) 운치리/아인리 일부, 신대리/암정리/상령리/하령리/하도리 일부/(남일면) 삼태리 일부, 동리/탑선리/중다리/하다리/신도리/흥촌리/중도리 일부/하도리 일부/교촌리 일부/이중리 일부/(북일면) 어은리 일부, 삼회리/중옥리/하옥리/청학리                            | 금산면      | 상리, 신대리, 중도리, 하옥리                                                   |
| 금산군 서일면(西一面) | 금성면      | 도곡리, 두곡리, 상가리, 양전리, 파초리, 화림리                                 |
| 금산군 서이면(西二面) | 금성면      | 대암리, 마수리, 의총리, 하류리, 하신리                                         |
| 금산군 북일면(北一面) 풍정리/중신리/내부리/(서이면) 의총리 일부, 종점리/동편리, 산덕리/헌대리/두두리, 보광리/산안리 일부, 자금리/산안리 일부/상곡리 일부, 하곡리/상곡리 일부, 외부리/상신리 일부/(서이면) 하신리 일부, 조정리, 노론리/천을리, 소오리/호티리/사문리/백운리 일부/어은리 일부                                     | 군북면      | 내부리, 동편리, 두두리, 보광리, 산안리, 상곡리, 외부리, 조정리, 천을리, 호티리 |
| 금산군 동일면(東一面) 망곡리/구억리 일부/(부북면) 제원리 일부, 치후리/질곡리/신촌리 일부, 신방리/동곡리 일부, 명곡리/구상리/구억리 일부, 화원리/자안리/신촌리 일부/(부북면) 장선리 일부 | 제원면      | 구억리, 길곡리, 동곡리, 명곡리, 신안리                                         |
| 금산군 부북면(富北面) 금성동 일부/현곡리 일부, 대산리/(동일면) 동곡리 일부, 백암리 일부/금성동 일부/제원리 일부/명암리 일부/(동일면) 토성리 일부, 명암리 일부/(북일면) 백운리 일부/(동일면) 토성리 일부/사담리/수당리, 현곡리 일부/용화리 일부, 저곡리, 제원리 일부, 천내리/광석리/장선리 일부                                 | 제원면      | 금성리, 대산리, 명암리, 수당리, 용화리, 저곡리, 제원리, 천내리                 |
| 금산군 부동면(富東面) | 부리면      | 관천리, 방우리, 불이리, 수통리, 신촌리, 양곡리, 어재리, 예미리, 평촌리, 현내리 |
| 금산군 부서면(富西面) | 부리면      | 선원리, 창평리                                                                 |
| 금산군 남일면(南一面) 월평리/평대리/덕천리 일부/초현리 일부/홍도리 일부, 마장리 일부/삼태리 일부, 상동리/하동리/마장리 일부, 사기리/수철리/신동리 일부, 신정리/덕흥리/홍도리 일부, 신천리/양대리/(남이면) 매곡리 일부, 음대리/신동리 일부, 덕천리 일부/초현리 일부, 사미리/황풍리/삼태리 일부/마장리 일부/(부서면) 라천리 일부 | 남일면      | 덕천리, 마장리, 상동리, 신동리, 신정리, 신천리, 음대리, 초현리, 황풍리         |
| 금산군 남이면(南二面) | 남이면      |                                                                                |
| 진산군 군내면(郡內面) | 진산면      | 교촌리, 읍내리                                                                 |
| 진산군 서면(西面) | 진산면      | 두지리, 막현리, 묵산리, 지방리, 행정리                                         |
| 진산군 이남면(二南面) | 진산면      | 만악리, 부암리, 삼가리, 석막리, 엄정리, 오항리                                 |
| 진산군 일남면(一南面) | 복수면      | 다복리, 용진리, 용지리                                                         |
| 진산군 북면(北面) | 복수면      | 곡남리, 구례리, 목소리, 백암리, 수영리, 신대리, 지량리                         |
| 진산군 동일면(東一面) 미삭리/상마전리 일부/하마전리 일부, 마음동/(동이면) 비례동, 남산리/(동이면) 자부리, 숭암리/장대리, 추동/동정리/하마전리 일부 | 추부면      | 마전리, 비례리, 자부리, 장대리, 추정리                                         |
| 진산군 동이면(東二面) 서대리, 당산리/성덕리/검동 일부, 장동/평촌리/신탑리/원당리/검동 일부, 요광원촌/행정리/검간리/장산리 | 추부면      | 서대리, 성당리, 신평리, 요광리                                                 |
- 1940년 11월 1일 : 금산면이 금산읍으로 승격되어 1읍 9면으로 되었다.
- 1962년 12월 12일 : 전라북도에서 충청남도로 이관되었다.[4]
- 1973년 7월 1일 : 복수면 용지리가 추부면으로 편입[5]
- 2005년 제57회 충남도민체전을 개최했다.
- 2023년 2월 22일 충청남도 남부출장소가 개소했다.

## 지리
금산은 충청남도 동남부에 위치한다. 금산 토양의 모암을 형성하는 암석은 옥천계 수성암층과 화강암이 주류를 이루고 있다.
동쪽으로 추부면의 서대산(904m), 매봉, 제원면 천앙산(502m), 국사봉(667m), 부리면 성주산(624m)과 양각산(567m)이 위치하고 있고, 충청북도 옥천군, 영동군과 인접한다.
서쪽으로는 진산면 오대산(569m)을 지나 충청남도 논산시와 인접한다. 서남쪽으로 대둔산(878m)과 남이면 선야산(759m)을 경계로 완주군과 지형적으로 도계를 이룬다.
남쪽으로는 부리면의 갈선산(456m), 수로봉(505m), 남일면의 덕기봉과 갈마봉(495m) 등 산맥과 동남부의 금강을 경계로 전북특별자치도 무주군, 진안군과 도계를 이룬다.
북쪽으로는 복수면 안평상(470m), 추부면 만인산(537m), 지붕산(464m) 등을 끼고 대전광역시와 접한다. 이러한 산릉선을 사이에 두고 금산분지에 밖으로 통하는 길목에는 크고 작은 고개들이 무수히 많다.

### 강 / 하천
충청북도 영동군으로 흐르는 천내리의 금강, 옥천으로 흐르는 서화천, 충청남도 논산시로 흐르는 벌곡천, 대전으로 흐르는 유등천, 남이면 건천리를 지나 완주군으로 흐르는 장신천이 있다.
금강의 가장 큰 지류인 봉황천은 총 길이 45km로써 그 유역에는 제원면, 군북면, 금성면, 남일면, 남이면, 금산읍이 포함되어 금산군 강우량의 60%를 차지한다. 봉황천은 나뭇가지 모양으로 여러개의 지류가 뻗어 광대한 침식분지를 형성, 금산의 3대 곡창지대인 제원분지와 금성분지를 이르고 있음은 물론 금산지역의 11개 분지 중 7개 분지를 끼고 있다.

### 기후
| 금산기상관측소 (금산군 금산읍 아인리, 해발 172.69m)의 기후 | 금산기상관측소 (금산군 금산읍 아인리, 해발 172.69m)의 기후 | 금산기상관측소 (금산군 금산읍 아인리, 해발 172.69m)의 기후 | 금산기상관측소 (금산군 금산읍 아인리, 해발 172.69m)의 기후 | 금산기상관측소 (금산군 금산읍 아인리, 해발 172.69m)의 기후 | 금산기상관측소 (금산군 금산읍 아인리, 해발 172.69m)의 기후 | 금산기상관측소 (금산군 금산읍 아인리, 해발 172.69m)의 기후 | 금산기상관측소 (금산군 금산읍 아인리, 해발 172.69m)의 기후 | 금산기상관측소 (금산군 금산읍 아인리, 해발 172.69m)의 기후 | 금산기상관측소 (금산군 금산읍 아인리, 해발 172.69m)의 기후 | 금산기상관측소 (금산군 금산읍 아인리, 해발 172.69m)의 기후 | 금산기상관측소 (금산군 금산읍 아인리, 해발 172.69m)의 기후 | 금산기상관측소 (금산군 금산읍 아인리, 해발 172.69m)의 기후 | 금산기상관측소 (금산군 금산읍 아인리, 해발 172.69m)의 기후 |
| 월                                                         | 1월                                                        | 2월                                                        | 3월                                                        | 4월                                                        | 5월                                                        | 6월                                                        | 7월                                                        | 8월                                                        | 9월                                                        | 10월                                                       | 11월                                                       | 12월                                                       | 연간                                                       |
| ---------------------------------------------------------- | ---------------------------------------------------------- | ---------------------------------------------------------- | ---------------------------------------------------------- | ---------------------------------------------------------- | ---------------------------------------------------------- | ---------------------------------------------------------- | ---------------------------------------------------------- | ---------------------------------------------------------- | ---------------------------------------------------------- | ---------------------------------------------------------- | ---------------------------------------------------------- | ---------------------------------------------------------- | ---------------------------------------------------------- |
| 역대 최고 기온 °C (°F)                                     | 17.5 (63.5)                                                | 22.1 (71.8)                                                | 27.1 (80.8)                                                | 31.5 (88.7)                                                | 35.0 (95.0)                                                | 36.7 (98.1)                                                | 37.5 (99.5)                                                | 38.8 (101.8)                                               | 36.5 (97.7)                                                | 31.1 (88.0)                                                | 26.7 (80.1)                                                | 19.4 (66.9)                                                | 38.8 (101.8)                                               |
| 일평균 최고 기온 °C (°F)                                   | 4.0 (39.2)                                                 | 6.8 (44.2)                                                 | 12.5 (54.5)                                                | 19.3 (66.7)                                                | 24.4 (75.9)                                                | 27.8 (82.0)                                                | 29.8 (85.6)                                                | 30.3 (86.5)                                                | 26.2 (79.2)                                                | 20.8 (69.4)                                                | 13.6 (56.5)                                                | 6.2 (43.2)                                                 | 18.5 (65.3)                                                |
| 일일 평균 기온 °C (°F)                                     | −2.4 (27.7)                                                | 0.0 (32.0)                                                 | 5.2 (41.4)                                                 | 11.6 (52.9)                                                | 17.1 (62.8)                                                | 21.6 (70.9)                                                | 24.8 (76.6)                                                | 24.9 (76.8)                                                | 19.7 (67.5)                                                | 12.8 (55.0)                                                | 6.1 (43.0)                                                 | −0.4 (31.3)                                                | 11.8 (53.2)                                                |
| 일평균 최저 기온 °C (°F)                                   | −7.9 (17.8)                                                | −6.0 (21.2)                                                | −1.5 (29.3)                                                | 4.0 (39.2)                                                 | 10.1 (50.2)                                                | 16.1 (61.0)                                                | 20.8 (69.4)                                                | 20.9 (69.6)                                                | 14.8 (58.6)                                                | 6.9 (44.4)                                                 | 0.2 (32.4)                                                 | −5.8 (21.6)                                                | 6.1 (43.0)                                                 |
| 역대 최저 기온 °C (°F)                                     | −22.2 (−8.0)                                               | −20.7 (−5.3)                                               | −13.1 (8.4)                                                | −6.9 (19.6)                                                | 0.0 (32.0)                                                 | 5.8 (42.4)                                                 | 10.9 (51.6)                                                | 9.9 (49.8)                                                 | 3.6 (38.5)                                                 | −5.1 (22.8)                                                | −10.9 (12.4)                                               | −19.7 (−3.5)                                               | −22.2 (−8.0)                                               |
| 평균 강수량 mm (인치)                                      | 25.5 (1.00)                                                | 37.9 (1.49)                                                | 52.3 (2.06)                                                | 84.7 (3.33)                                                | 81.6 (3.21)                                                | 161.8 (6.37)                                               | 297.8 (11.72)                                              | 284.3 (11.19)                                              | 130.5 (5.14)                                               | 55.7 (2.19)                                                | 47.2 (1.86)                                                | 29.3 (1.15)                                                | 1,288.6 (50.73)                                            |
| 평균 강수일수 (≥ 0.1 mm)                                   | 7.2                                                        | 6.3                                                        | 8.3                                                        | 8.5                                                        | 8.2                                                        | 9.4                                                        | 15.6                                                       | 14.7                                                       | 9.3                                                        | 6.4                                                        | 8.0                                                        | 8.1                                                        | 110                                                        |
| 평균 상대 습도 (%)                                         | 69.8                                                       | 64.7                                                       | 61.1                                                       | 58.8                                                       | 62.8                                                       | 68.7                                                       | 75.9                                                       | 75.7                                                       | 74.8                                                       | 73.4                                                       | 71.6                                                       | 71.6                                                       | 69.1                                                       |
| 평균 월간 일조시간                                         | 166.9                                                      | 177.6                                                      | 212.2                                                      | 222.0                                                      | 242.8                                                      | 197.8                                                      | 159.6                                                      | 169.9                                                      | 168.7                                                      | 183.7                                                      | 155.7                                                      | 157.9                                                      | 2,214.8                                                    |
| 출처: 기상청 (평년값: 1991년~2020년, 극값: 1972년~현재)    |                                                            |                                                            |                                                            |                                                            |                                                            |                                                            |                                                            |                                                            |                                                            |                                                            |                                                            |                                                            |                                                            |

## 행정 구역
금산군의 행정 구역은 1읍 9면, 106 법정리로 이루어져 있고, 군청 소재지는 금산읍이다. 금산군의 면적은 576.66km2이다. 2014년 1월말 기준 금산의 인구는 24,738세대 55,355명이고, 인구의 42.6%가 금산읍에 거주하고 있다. 최고치는 1974년의 125,607명이다.

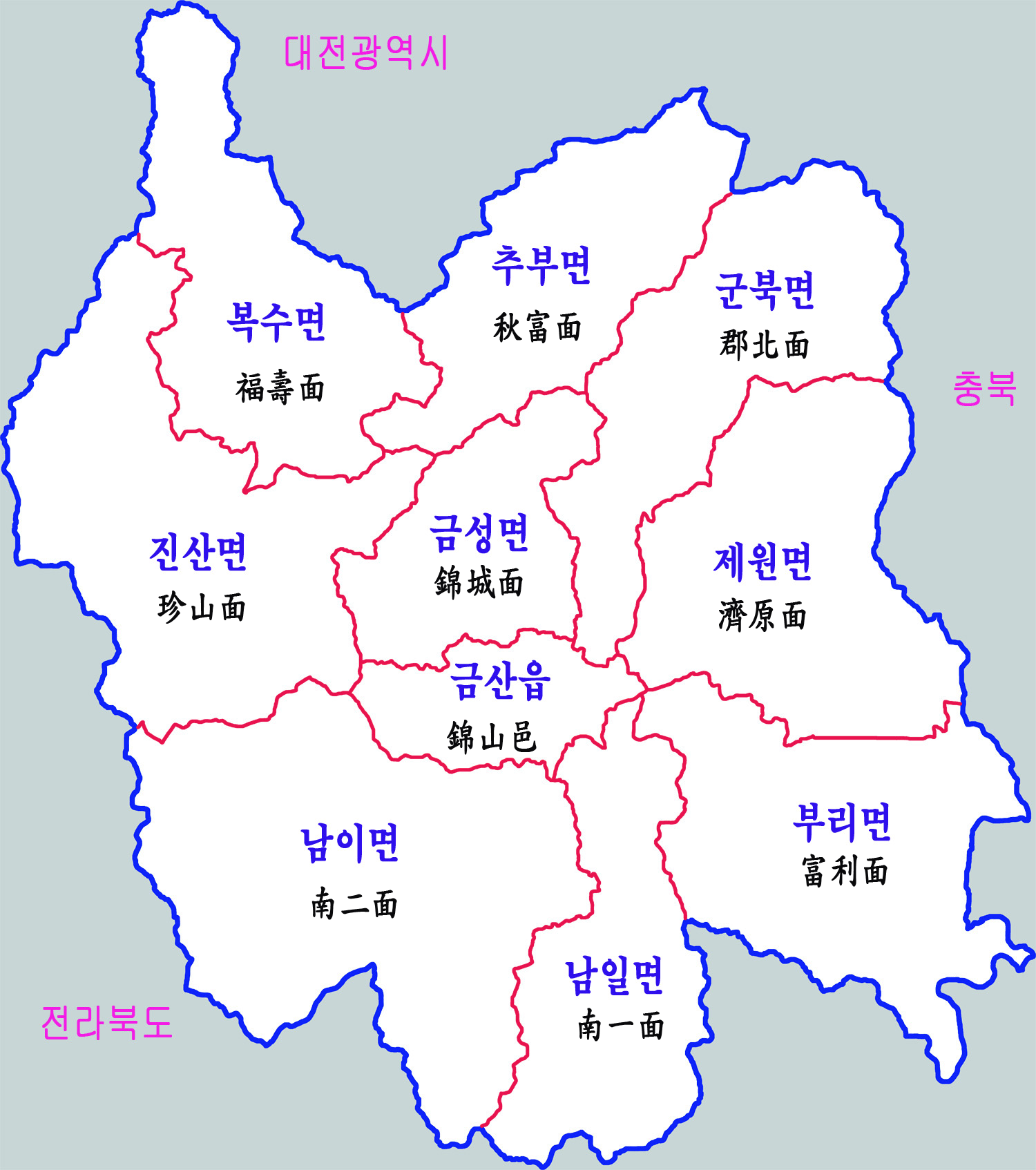

| 구분   | 한자   | 면적   | 세대   | 인구   |
| ------ | ------ | ------ | ------ | ------ |
| 금산읍 | 錦山邑 | 21.6   | 9,423  | 23,667 |
| 금성면 | 錦城面 | 34.8   | 1,938  | 4,011  |
| 제원면 | 濟原面 | 64.3   | 1,562  | 3,142  |
| 부리면 | 富利面 | 66.4   | 1,471  | 2,885  |
| 군북면 | 郡北面 | 58.1   | 1,386  | 2,700  |
| 남일면 | 南一面 | 47.1   | 1,333  | 2,977  |
| 남이면 | 南二面 | 98.2   | 1,104  | 2,233  |
| 진산면 | 珍山面 | 80.5   | 1,742  | 3,404  |
| 복수면 | 福壽面 | 56.2   | 1,750  | 3,651  |
| 추부면 | 秋富面 | 49.1   | 3,135  | 6,775  |
| 금산군 | 錦山郡 | 576.28 | 24,738 | 55,355 |

## 산업

### 지역내 총생산
금산군의 2012년 지역내 총생산은 5조 1,688억원으로 충청남도 지역내 총생산의 1.7%를 차지하고 있다. 이중 농림어업(1차산업)은 1,969억원으로 3.8%의 비중을 차지하고 광업 및 제조업(2차산업)은 3조 3,860억원으로 65.5%의 비중을 차지한다. 상업 및 서비스업(3차산업)은 1조 5,858억원으로 30.7%의 비중을 차지한다. 3차산업 부문에서는 숙박 및 음식점업(5.0%)과 공공행정(4.3%), 문화 및 기타서비스업(3.3%)과 건설업(3.2%)이 큰 비중을 차지한다.

### 산업별 종사자 현황
금산군의 2014년 산업 총 종사자 수는 23,606명으로 충청남도 총 종사자 수의 2.9%를 차지하고 있다. 농립어업(1차산업)은 69명으로 0.3%의 비중을 차지한다. 광·제조업(2차산업)은 9,297명으로 39.4%의 비중을 차지한다. 상업 및 서비스업(3차산업)은 14,277명으로 60.3%의 비중을 차지한다. 2차산업은 충청남도 전체 비중(32.8%)보다 높고, 3차산업은 충청남도 전체 비중(66.7%)보다 낮다. 3차산업 부문에서는 도소매업(13.6%), 교육서비스업(8.8%), 숙박 및 음식점업(7.6%), 문화 및 기타서비스(5.5%)가 큰 비중을 차지한다.

### 상주인구와 주간인구
금산군의 2010년 기준 상주인구는 52,074명이고 주간인구는 61,803명으로 주간인구 지수가 119로 높다. 통근으로 인한 유입인구는 9,336명, 유출인구는 2,164명이고, 통학으로 인한 유입인구는 2,557명, 유출인구는 612명으로 전체 유입인구가 9,729명 더 많은데 이는 충청남도 대부분의 지역에서 공통적으로 나타나는 현상이다.

## 주요 기관
충청남도청이 서북부 내포신도시로 이전함에 따라 동남부 금산군에 충청남도 남부출장소가 설치될 계획이다.
- 대전지방법원 금산군법원 (금산읍)
- 대전지방법원 금산등기소 (금산읍)
- 금산경찰서 (금산읍)
- 금산소방서 (금산읍)
- 금산우체국 (금산읍)
- 한국전력공사 금산지사 (금산읍)
- 대한지적공사 금산지사 (금산읍)
- 한국수자원공사 금산지사 (금산읍)
- 국립농산물품질관리원 충남지원 금산사무소 (금산읍)
- 충남농업기술원 금산인삼약초시험장 (제원면)

## 교통
통영대전고속도로가 개통되어 금산군을 남북으로 관통하며, 금산 나들목과 추부 나들목을 통해 접근할 수 있다. 금산종합버스터미널에서 금호고속, 삼화고속에서 운행하는 서울행 고속버스와 대전 및 호남지역 방면으로의 시외버스 노선이 운행중이다. 군내 대중교통으로는 농어촌버스를 한일교통에서 운행한다. 일제 강점기 때 대삼선이 금산군을 통과할 계획이었으나 종전과 함께 공사가 중단되어, 철도 교통은 전무하다.

## 교육
- 금산교육지원청 (금산읍)

- 사립대학교

|  | - 중부대학교 |

- 고등학교

|  | - 금산고등학교 | - 금산여자고등학교 | - 금산산업고등학교 | - 금산하이텍고등학교 (舊 진산공업고등학교) |

- 중학교

|  | - 금산동중학교 - 금산여자중학교 | - 금산중학교 - 복수중학교 | - 부리중학교 - 제원중학교 | - 진산중학교 - 추부중학교 |

- 초등학교

|  | - 군북초등학교 - 금산동초등학교 - 금산중앙초등학교 - 금산초등학교 | - 금성초등학교 - 남이초등학교 - 남일초등학교 - 복수초등학교 | - 부리초등학교 - 상곡초등학교 - 성대초등학교 - 신대초등학교 | - 용문초등학교 - 제원초등학교 - 진산초등학교 - 추부초등학교 |

## 경제
국제인삼시장, 수삼시장, 인삼전통시장 등이 조성된 고려인삼의 집산지이다. 전국 인삼 생산량의 80%가 거래된다.

### 제조업
제원면에 세계 최대 규모의 타이어 공장인 한국타이어 금산공장이 있다. 이 밖에 추부농공단지, 복수농공단지, 금성농공단지가 조성되어 있다.

## 문화·관광
- 금강 : 금산 부리면의 중심부를 감입곡류하며 충북과 충남을 흐르는 금강은 금산의 기암절벽과 어우러져 아름다운 비경을 보이며 적벽강이라는 별칭을 가지고 있다.
- 칠백의총 : 임진왜란때 의병장 조헌을 비롯한 700여명의 의사의 유골이 안치되어 있다.
- 서대산 : 서대산은 높이 904m로 충청남도에서 가장 높은 산이다. 변성암인 석영반암계(石英斑岩系)의 암석으로 되어 있고, 산세가 온후하고 아름답다. 산림청이 선정한 100대 명산에 선정되어 충청남도 5대 명산(서대산·대둔산·계룡산·덕숭산·칠갑산) 중 하나이다.
- 대둔산 : 진산면 대둔산 일대가 충청남도 도립공원으로 지정되어 있다.
- 태고사 : 진산면 대둔산 자락에 위치한 사찰로 신라시대 원효대사가 창건하였으며 12승지 중 하나로 꼽힌다.
- 금산인삼관 : 1998년 5월 개관 후, 2006년 리모델링을 통하여 새롭게 개관하였다. 풍수인관, 건강생애관, 인삼약초관, 인삼음식관 등으로 구성되어 있다.
- 12폭포 : 해발 648m의 성치산 성봉에서 발원한 계곡이 폭포를 이루며 흐른다.
- 태조대왕태실 : 함경도 용연(龍淵)에 있었으나 조선 태조 2년(1393년) 현재의 금산군 추부면 마전리로 옮겨왔다. 충청남도 유형문화재 제131호.
- 용호석 : 1361년 홍건족의 난 때 고려 공민왕이 풍수지리설에 의하여 대길지(大吉地)를 찾을 것을 지사(地師)에 명하자, 지사가 태백산 지맥에 평사낙안 부사도강(平沙樂雁浮莎渡江)의 명당이 금주(현재의 금산)에서 동쪽으로 20리 지점에 있으니 왕릉이 될 지대라고 하여 왕이 자신의 능소로 작정하고 왕릉에 필요한 용석과 호석을 제작하였다고 한다. 충청남도 유형문화재 제4호. (제원면 천내리 1006)

### 문화시설
- 금산다락원 (금산읍)
- 금산문화원 (금성면)
- 금산 문화의 집 (금산읍)
- 추부 문화의 집 (추부면)

### 특산물
- 금산 인삼 : 금산은 고려 인삼의 종주지로 유명하다. 금산읍내에는 전국 최대 규모의 인삼 유통 단지가 있고, 금산인삼축제도 열린다. 금산인삼관, 금산약초시장 등이 있다. 2018년에는 UN FAO가 지정을 한 세계중요농업유산로 등재 선정.
- 금강 어죽
- 추부 들깻잎
- 남일 배
- 복수 한우불고기

### 축제
- 금산인삼축제
- 비단고을산꽃축제
- 금강여울축제
- 금산세계인삼엑스포

## 자매 도시
- 대한민국 광주광역시 북구
- 대한민국 전북특별자치도 무주군
- 대한민국 전북특별자치도 진안군
- 대한민국 전라남도 완도군
- 대한민국 대구광역시 남구
- 대한민국 인천광역시 부평구
- 대한민국 대전광역시 유성구
- 대한민국 울산광역시 북구
- 대한민국 경기도 의왕시
- 대한민국 강원특별자치도 평창군
- 대한민국 충청북도 충주시
- 대한민국 대구광역시 군위군
- 대한민국 경상남도 고성군
- 대한민국 제주특별자치도 서귀포시
- 대한민국 경기도 광명시
- 대한민국 경상북도 영주시
- 중국 지린성 옌볜 조선족 자치주 안투 현
- 중국 산둥성 칭다오시
- 중국 산둥성 옌타이 시
- 필리핀 두마게테
- 일본 시즈오카현 모리정

## 군청
- 금산군청은 충청남도 금산군 금산읍에 위치하고 있다.